# Anna Soubry

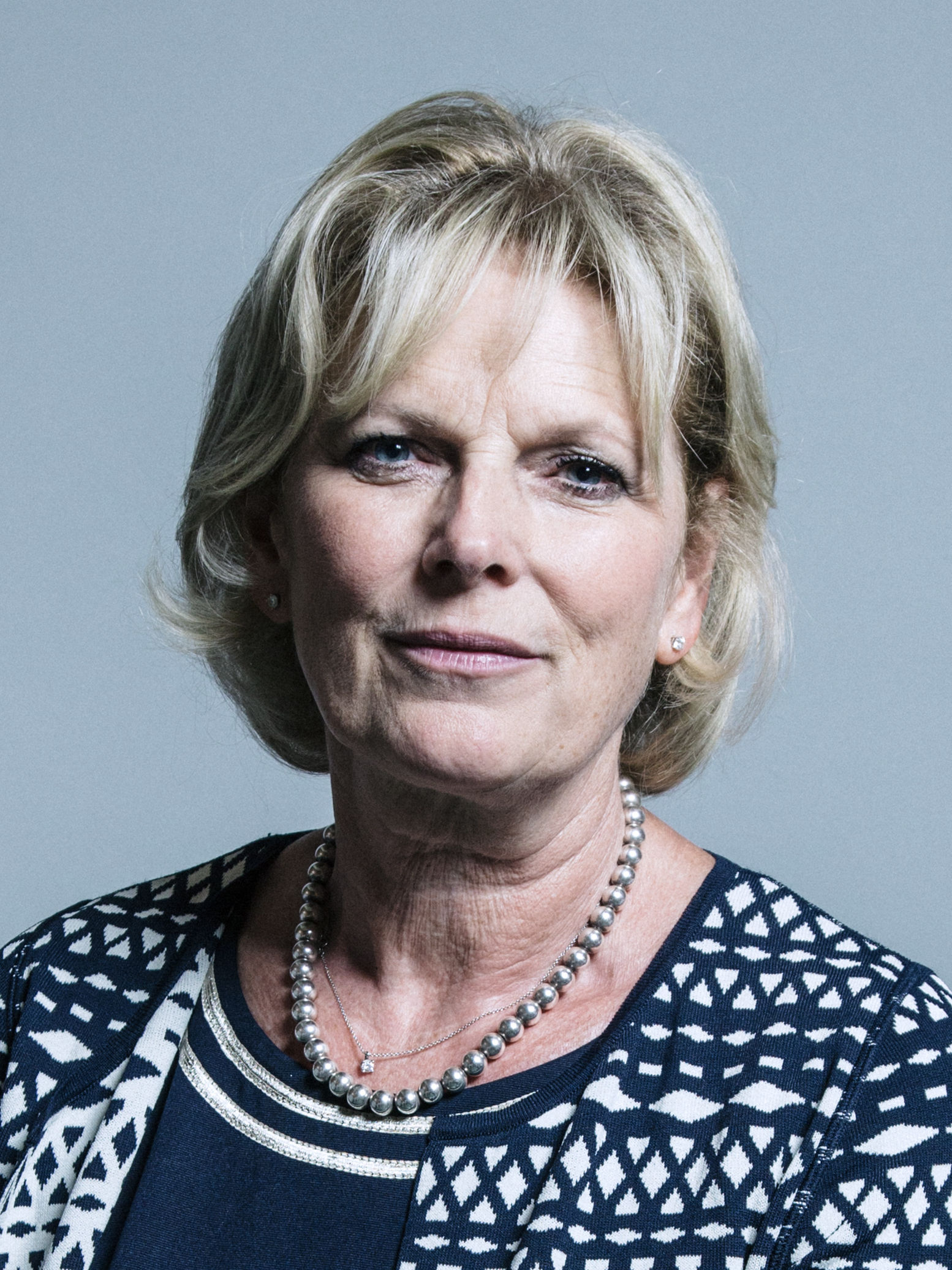
Anna Soubry (2017)

Anna Mary Soubry (geboren 7. Dezember 1956 in Lincoln) ist eine britische Juristin, Journalistin und Politikerin. Seit der Wahl 2010 war sie  Mitglied des House of Commons für den Wahlbezirk Broxtowe in Nottinghamshire, zunächst für die Conservative Party, seit Februar 2019 für Change UK, deren Parteivorsitz sie seit Juni 2019 hat. Bei der Parlamentswahl 2019 verlor sie jedoch ihren Sitz im Unterhaus. 

## Leben
Anna Soubrys Eltern waren Kleinunternehmer. Sie wuchs in Dunham-on-Trent und in Clumber Park in Nottinghamshire auf. Nach dem Besuch einer Comprehensive School studierte sie Jura an der Universität Birmingham. Als Studentin engagierte sie sich in der National Union of Students und wurde 1975 Mitglied der Conservative Party. Seit 1981 arbeitete sie als Journalistin für das regionale Fernsehen. Im Jahr 1995 wurde sie Barrister und Mitglied der Criminal Bar Association.
Soubry ist alleinerziehende Mutter zweier Kinder, sie lebt in Woodhouse Eaves, Leicestershire.

## Politik
Nach ihrer Wahl ins Unterhaus 2010 wurde Soubry 2012/13 Parlamentarische Unter-Staatssekretärin für Gesundheit und 2013/14 Parlamentarische Unter-Staatssekretärin für den Bereich „State for Defence Personnel, Welfare and Veterans“. 2014/15 bekleidete sie das Ministeramt im selben Bereich; nach der Wahl 2015 wurde sie Ministerin für das Ressort „Small Business, Industry and Enterprise“. 2016 trat sie zurück und kritisiert seither als Hinterbänklerin im Parlament auch die Politik ihrer Parteifreunde. In der Brexit-Frage war sie eine Unterstützerin des Verbleibs Großbritanniens in der Europäischen Union.
Am 20. Februar 2019 erklärte sie ihren Austritt aus der konservativen Partei und schloss sich der Independent Group an, einer Gruppe von kurz zuvor aus der Labour Party ausgetretenen Parlamentariern.
Nachdem die bisherige Parteiführerin Heidi Allen, nach der Europawahl 2019, mit fünf weiteren Abgeordneten, aus Change UK, wie sich die Independent Group mittlerweile nannte, ausgetreten ist, wurde Soubry im Juni 2019 zur Parteiführerin gewählt.
Bei den vorzeitigen Wahlen zum House of Commons am 12. Dezember 2019 verlor sie ihr Mandat gegen Darren Henry.